# Melamin
Melamin (2,4,6-Triamino-s-triazin) ist eine farblose heterocyclische aromatische Verbindung mit Stickstoff. Melamin ist Ausgangsstoff für die Herstellung von Melaminharzen, die als Leime und Klebstoffe verwendet oder zu Duroplasten umgesetzt werden.

## Gewinnung und Darstellung
Justus von Liebig stellte 1834 Melamin aus Kaliumthiocyanat und Ammoniumchlorid erstmals dar. Die erste kommerzielle Herstellung fand 1930 statt, worauf Bedeutung und Menge des jährlich hergestellten Melamins stark anstiegen. Früher spielte die Trimerisierung von Dicyandiamid (Cyanoguanidin) und Cyanamid eine Rolle.
Melamin wird heute technisch durch Trimerisierung von Harnstoff gewonnen. Es existieren Hochdruck- (> 8 MPa) und Niederdruckverfahren (ca. 1 MPa).
Es zählt zu den chemischen Substanzen, die in großen Mengen hergestellt werden („High Production Volume Chemical“, HPVC) und für die von der Organisation für wirtschaftliche Zusammenarbeit und Entwicklung (OECD) eine Datensammlung zu möglichen Gefahren („Screening Information Dataset“, SIDS) angefertigt wurde. Bedeutende Hersteller sind unter anderem BASF, LAT Nitrogen, der weltgrößte Produzent Orascom Construction Industries (Sparte OCI Melamine, früher DSM Melamin) und Zakłady Azotowe Puławy (ZAP). Für den europäischen Markt werden auch Importe aus Asien, insbesondere aus der Volksrepublik China, immer bedeutender.
Anlagen zur Herstellung von Melamin sind meist direkt an solche zur Harnstoffherstellung angebunden.
Als Nebenprodukte entstehen neben polycyclischen Verbindungen wie Melam und Melem auch Verbindungen mit Hydroxygruppen (–OH) statt Aminogruppen (–NH2). Dies sind Ammelin mit einer, Ammelid mit zwei und Cyanursäure mit drei OH-Gruppen. Die Hydroxyverbindungen kommen im fertigen technischen Produkt meist nur in Konzentrationen von unter 0,1 % vor.

## Eigenschaften

### Physikalische Eigenschaften
Melamin beginnt sich beim Schmelzen (ab etwa 350 °C) zu zersetzen. Es ist in kaltem Wasser wenig, in heißem gut löslich. Der Flammpunkt liegt bei >280 °C, die Zündtemperatur bei >600 °C.

### Chemische Eigenschaften
Die drei reaktiven Amin-Gruppen ermöglichen eine Vielzahl chemischer Reaktionen, von denen die Reaktion mit Formaldehyd zu sogenannten Methylol-Melaminen die wirtschaftlich bedeutendste ist (siehe Abbildung).
Durch die Reaktionsbedingungen und das molare Verhältnis von Melamin zu Formaldehyd lässt sich das Gleichgewicht von Melamin über Mono-, Di-, Tri-, Tetra-, Penta- bis zu Hexamethylolmelamin beeinflussen.

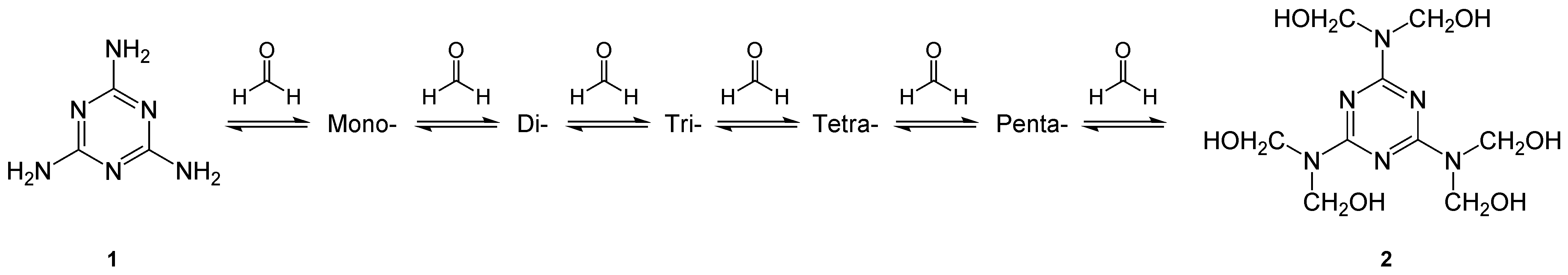
Wenn Melamin (1) mit Formaldehyd reagiert, entstehen Methylol-Melamine unterschiedlichen Grades. So entsteht nach sechsfacher Reaktion das Hexamethylolmelamin (2).

Bei der Tränkharz-Herstellung (sowie auch anderen sogenannten MF-Harzen) wird das Reaktionsprodukt weiter kondensiert, wobei höhermolekulare Verbindungen entstehen.
Darüber hinaus bildet Melamin mit vielen Mineralsäuren und organischen Säuren wasserlösliche Salze.

## Analytik
Die qualitative und quantitative Bestimmung von Melamin bzw. Melamin-Metaboliten in komplexen Matrices wie z. B. Lebensmitteln erfolgt zuverlässig mit hoher Spezifität und Sensitivität mit den Methoden der HPLC und der Kopplung der HPLC mit der Massenspektrometrie. Des Weiteren wurde von Romer Labs eine Screeningmethode basierend auf dem ELISA-Prinzip entwickelt. Die Testmethode ist für Tierfutter, Weizengluten, Milch und Milchpulver nach den Kriterien der Grain Inspection, Packers and Stockyards Administration (GIPSA) zugelassen.

## Verwendung

### Industrie
Der überwiegende Teil von Melamin wird zu Aminoplast-Kunstharz unter der Bezeichnung Melaminharz verarbeitet:
- Holzwerkstoffleime: Für Standardprodukte (etwa Spanplatten im Möbelbau) werden aus Kostengründen reine Harnstoffharze verwendet; für Anwendungen, die erhöhte Anforderungen bezüglich Feuchtebeständigkeit haben, wird Melamin als Bestandteil in hochwertigen Harzklebesystemen verwendet (etwa Melamin-Harnstoff-Formaldehyd-Harze = MUF, mit „U“ für urea, engl. für ‚Harnstoff‘).
- Tränkharze: Als MF-Tränkharz dient Melaminharz zur Verklebung von Dekorpapieren auf Trägerplatten (z. B. Spanplatten). Bedrucktes oder gefärbtes Papier wird oft mit Melaminharz getränkt, getrocknet und später unter Druck und erhöhter Temperatur mit dem Trägermaterial verbunden. Die entstehende Oberfläche zeichnet sich durch gute Haltbarkeit und Kratzfestigkeit aus.

- Melaminharze werden aufgrund ihrer Bruchsicherheit häufig in Camping- und Kindergeschirr eingesetzt. Dieses kann allerdings bei Erhitzung auf über 70 °C gesundheitsgefährliche Mengen an Melamin und Formaldehyd freisetzen, weshalb man es nicht in Mikrowellenherden einsetzen sollte.[11] Des Weiteren kommt Melaminharz auch in normalem Küchengeschirr oder als ein Bestandteil in Bambusgeschirr vor. Hier besteht ebenfalls die Gefahr, dass dieses Geschirr zum Kochen oder für heiße Getränke verwendet wird und wiederum schädliche Mengen an Melamin und Formaldehyd in die zubereiteten Nahrungsmittel abgegeben werden. Für die Aufbewahrung von säurehaltigen Lebensmitteln ist melaminhaltiges Geschirr aus denselben Gründen ungeeignet.[12]

Weitere, mengenmäßig weniger bedeutende Anwendungen:
- Melaminharzschaum (Handelsname Basotect (BASF)[13]) verwendet man als nichtbrennbares Polstermaterial in Flugzeug- und Kinositzen und als akustischen Absorber. Melaminharzschaum-Platten an Wänden und/oder Decken absorbieren Schallwellen in Kinos, Tonstudios (z. B. reflexionsarmen (umgangssprachlich: schalltoten) Räumen), Büroräumen, Klassenzimmern und Kindergärten. Dies verbessert die Raumakustik (z. B. bessere Sprachverständlichkeit, weniger Nachhall/kürzere Nachhallzeit, akustisch „wärmere“ Atmosphäre). Basotect wird auch zur thermischen und akustischen Dämmung (z. B.  Schallschutz in Diskotheken) eingesetzt.

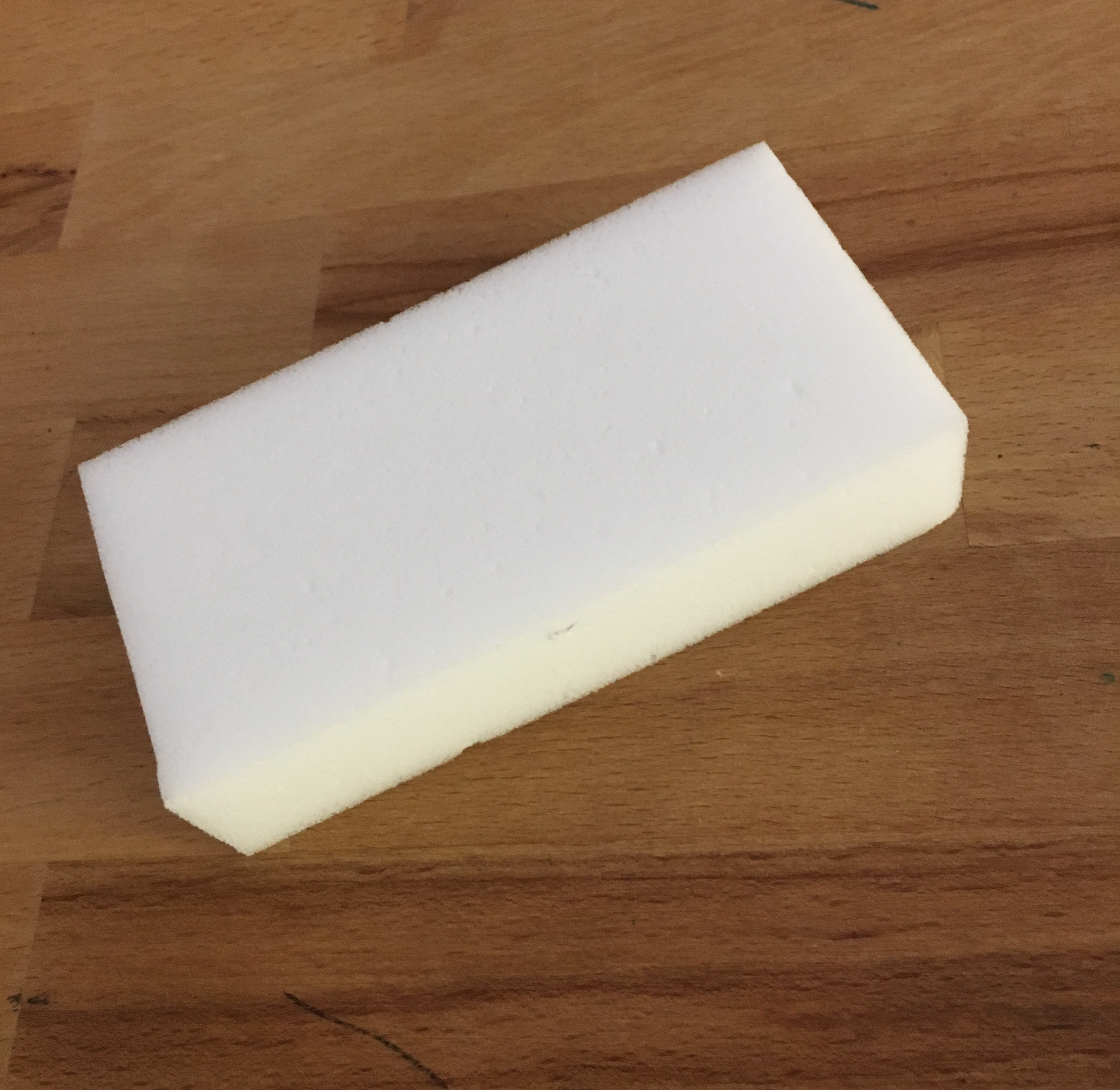
Melamin-Schwamm oder Schmutzradierer

- Offenporiger Schaum aus Melaminharz wird auch als „Schmutzradierer“ genutzt.[14] Die Reinigungswirkung beruht auf den abrasiven Harzpartikeln, die beim Reiben entstehen. Die Partikel werden, zusammen mit den Schmutzpartikeln, vom Schwamm aufgenommen. Der Schwamm verbraucht sich somit beim Reinigen.
- Das Salz von Melamin mit Cyanursäure Melamincyanurat sowie auch Melaminpolyphosphat werden als Flammschutzmittel eingesetzt. Melamincyanurat ist dabei bis etwa 320 °C, Melaminpolyphosphat bis zu 350 °C stabil.[15]

## Sicherheitshinweise
Die orale Aufnahme hoher Mengen führt bei verschiedenen Tierarten zur Bildung von Kristallen im Urin und Harnblasensteinen. Bei der Gabe hoher Dosen im Letalbereich an Mäuse und Ratten traten als Symptome Augentränen, Atemstörungen, Zittern, Kreislaufstörungen und Lähmung der Vorderextremitäten auf. Die letale orale Dosis LD50 liegt für Ratten bei 3161 mg/kg, für Mäuse 3296 mg/kg.  Bei männlichen Ratten wurde eine erhöhte Inzidenz von Harnblasentumoren beobachtet. Es kann bei langfristiger hochdosierter Einnahme zum Tod durch Nierenversagen kommen. Das dabei beobachtete Auskristallisieren in den Harnwegen beruht allerdings nicht auf Melamin, sondern auf dessen Salzen, z. B. mit Glykolsäure. Die Anreicherung in der Nahrungskette gilt als hochgradig unwahrscheinlich.
Die IARC stufte Melamin im Jahr 2017 als möglicherweise krebserzeugend ein.
Die Europäische Chemikalienagentur (ECHA) hat Melamin in die Liste der besonders besorgniserregenden Stoffe aufgenommen.

### Grenzwerte und lebensmittelrechtliche Regelung
Die Weltgesundheitsorganisation hat Anfang Juli 2010 im Codex Alimentarius einen maximalen Grenzwert von 2,5 Milligramm Melamin in einem Kilogramm Lebensmittel und der Tiernahrung festgelegt. Für Kindernahrung wie Milchpulver wurde ein Grenzwert von 1 Milligramm Melamin pro Kilogramm bestimmt.
Aktuelle Untersuchungen des Bundesinstituts für Risikobewertung zeigten, dass Kochgeschirr und Kochgeräte aus Melamin nicht auf 100 °C erhitzt werden dürfen, da sonst relevante Mengen an Melamin und Formaldehyd freigesetzt werden können. Bis zu einer Temperatur von 70 °C bestehen aus gesundheitlicher Sicht keine Bedenken. 2019 ergab eine Untersuchung des Instituts, dass sich aus Melamin-Formaldehyd-Harz (MFH)-Geschirr allgemein und insbesondere aus „Bambusware“-Geschirr gesundheitlich bedenkliche Mengen an Formaldehyd und Melamin lösen können, wenn es mit heißen Flüssigkeiten wie Kaffee, Tee oder Säuglingsfolgenahrung gefüllt wird. Das als „Bambusware“ beworbene MFH-Geschirr enthält Bambusfasern als Füllstoff, ist jedoch trotz des Zusatzes natürlicher Füllstoffe nicht biologisch abbaubar. Aus den „Bambusware“-Gegenständen wurden im Mittel sogar wesentlich höhere Freisetzungsmengen an Formaldehyd und Melamin gemessen als aus „herkömmlichem“ MFH-Geschirr. Für Melamin war die Freisetzung im Mittel mehr als doppelt so hoch. Während die gemessenen Melamin-Werte laut des BfR kein Gesundheitsrisiko für Erwachsene darstellen, könnten Kleinkinder, die sehr häufig heiße Lebensmittel aus MFH-Geschirr und insbesondere aus „Bambusware“ verzehren, täglich bis zur dreifachen Menge der tolerierten Tagesdosis aufnehmen.
In der EU werden die Höchstmengen an Melamin in Lebensmitteln durch die Verordnung (EG) Nr. 1881/2006 geregelt. Die Höchstgrenzen orientieren sich dabei auch daran, was durch gute Herstellungspraxis oder gute landwirtschaftliche Praxis erreichbar ist. In Säuglingsnahrung und Folgenahrung liegt der Grenzwert bei 1 mg/kg, in allen anderen Lebensmitteln bei 2,5 mg/kg.

### Missbrauch in Tierfutter und Lebensmitteln
In China wurde 2006 eine für die USA bestimmte Charge von Weizengluten – ein Bestandteil von Haustierfutter – mit Melamin versetzt, um einen höheren Proteingehalt vorzutäuschen. Die Verfütterung führte zum Tod von Haustieren durch Nierenversagen, und 2007 wurde ein landesweiter Rückruf des Futters eingeleitet. Zur Pathophysiologie von Melamin bei Hauskatzen wurde inzwischen eine umfassende wissenschaftliche Untersuchung vorgelegt.
Um die illegale Streckung von Milchpulver und anderen Milchprodukten durch bislang noch unbekannte Stoffe, aber auch Wasser, zu verdecken, wurde von chinesischen Molkereien und Babynahrungsherstellern dem Milchpulver Melamin zugesetzt. Der dadurch erhöhte Stickstoffgehalt täuscht einen höheren Proteinanteil vor, da die Bestimmung des Stickstoffgehalts nach Kjeldahl in der Lebensmittelanalytik als einfache, aber unspezifische Methode zur Ermittlung des Proteingehalts verwendet wird. Die für die Niere giftige Wirkung von Melamin führte 2008 in China zum Tod von sechs Säuglingen und durch Nierenstein-Bildung zur Erkrankung von rund 294.000 Kindern. Melamin wurde außerdem in Milchfertigprodukten und gewöhnlicher Flüssigmilch nachgewiesen.
Laut Merck Sequant, die an der Herstellung von entsprechenden Testverfahren beteiligt sind, wäre Melamin per se nicht besonders giftig. Erst bei der Kombination mit Cyanursäure, einem Abbauprodukt von Melamin, werden Nierensteine in erheblichem Maß gebildet. Daher wird vermutet, dass in dem konkreten Fall Milchpulver mit minderwertigem, unreinem Melamin gestreckt wurde, das Panschen mit Melamin an sich aber seit Jahren unbemerkt vor sich gegangen ist.
Am 25. September 2008 verbot die Kommission der Europäischen Union die Einfuhr aller Erzeugnisse für Säuglinge und Kleinkinder aus China, welche Milchanteile enthalten. Dennoch mussten Anfang Oktober 2008 sowohl in Österreich als auch in der Slowakei mit Melamin belastete Milchgetränke aus dem Verkehr gezogen werden. Ende 2008 fand das baden-württembergische Verbraucherministerium in Hirschhornsalz aus China Spuren von Melamin. Die Behörden starteten eine Rückrufaktion der betroffenen Ware, die nicht dem Reinheitsgebot nach dem Lebensmittelrecht entspricht.
Im ersten Prozess um die vergiftete Babynahrung verurteilte ein Gericht in der Provinz Hebei im Januar 2009 drei Angeklagte zum Tode, zwei von ihnen wurden am 24. November 2009 hingerichtet. Sie wurden für schuldig befunden, an der Herstellung von verseuchtem Milchpulver beteiligt gewesen zu sein. Das Gericht verhängte außerdem für weitere Angeklagte Haftstrafen zwischen fünf und 15 Jahren.

## Übersichtsarbeiten
- Anthony Kai-ching Hau, Tze Hoi Kwan, Philip Kam-tao Li: Melamine toxicity and the kidney. In: Journal of the American Society of Nephrology. 20. Jahrgang, Nr. 2, Februar 2009, S. 245–250, doi:10.1681/ASN.2008101065, PMID 19193777 (englisch).